# Кобрувере
Ко́брувере (ест. Kobruvere küla) — село в Естонії, у волості Пиг'я-Сакала повіту Вільяндімаа.

## Населення
Чисельність населення на 31 грудня 2011 року становила 139 осіб.

## Географія
Через населений пункт проходить автошлях 24124 (Вільянді — Сууре-Яані). Від села починається дорога 24127 (Мудісте — Кобрувере).

## Історія
З 19 грудня 1991 до 1 листопада 2005 року село входило до складу волості Вастемийза, з 1 листопада 2005 до 21 жовтня 2017 року — волості Сууре-Яані.